# Gábor Oláh
Gábor Oláh (geboren 17. Januar 1881 in Debrecen, Österreich-Ungarn; gestorben 23. Juni 1942 in Debrecen) war ein ungarischer Schriftsteller.

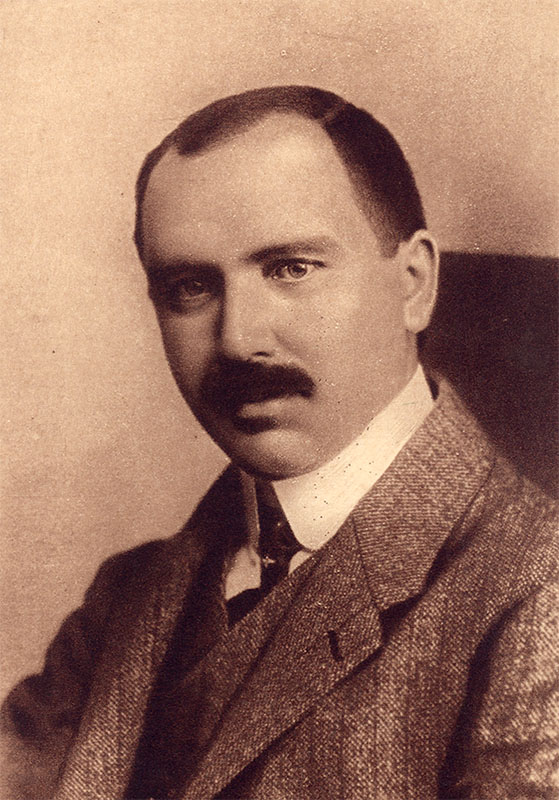
Gábor Oláh (1909)

## Leben
Gábor Oláh stammte aus kleinen Verhältnissen. Er studierte Altphilologie in Budapest und schloss 1904 das Studium ab. Er war an der Gründung der Literaturgesellschaft „Bokréta“ beteiligt, die 1902, 1904 und 1908 eine Anthologie unter diesem Titel veröffentlichte. Oláh übersetzte 1907 die Die Harzreise von Heinrich Heine ins Ungarische. Er arbeitete zunächst als Bibliothekar am Reformierten Kollegium in Debrecen und wurde dort 1908 Mittelschullehrer.
Oláh veröffentlichte Gedichte, Novellen und Romane. 1910 trat er der Schriftstellervereinigung „Petőfi Társaság“ bei. 1932 wurde ihm für seinen Gedichtband Pokol der Prozess gemacht.
In Debrecen ist eine Straße nach ihm benannt, an der das Oláh Gábor úti Stadion liegt.

## Werke (Auswahl)
- Az embernek fia. Drama. 1912
- Szegény magyarok. Roman. 1914
- Válogatott Költeményei. Lyrik. 1928
- Új Evangélium. Roman. 1931
- Pokol. Kiáltó szó a pusztába. Lyrik. 1931
- A pesszimista. Lyrik. 1937
- Hangok lázadása. Lyrik. 1941